# Willie Clancy Summer School

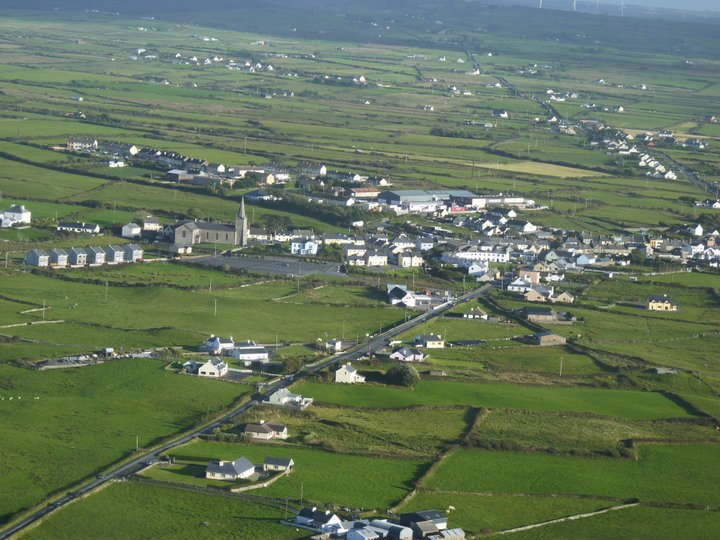
Der Veranstaltungsort

Die Willie Clancy Summer School (irisch Scoil Samhraidh Willie Clancy) ist ein seit 1973 jährlich durchgeführtes Treffen in Miltown Malbay, County Clare, das sich der traditionellen irischen Musik widmet.
Das Festival wird zu Ehren des Dudelsackspielers Willie Clancy abgehalten. Es beginnt am ersten Samstag im Juli und dauert eine Woche. Mit über eintausend Besuchern ist es das größte derartige Treffen in Irland. Morgens werden an verschiedenen Orten in und um Miltown Malbay Kurse in irischer Musik und irischem Tanz angeboten. Nachmittags und abends finden Vorlesungen, Rezitale, Céilithe und Ausstellungen statt.